# Pokaran
Pokaran är en ort i Indien.   Den ligger i distriktet Jaisalmer och delstaten Rajasthan, i den nordvästra delen av landet, 600 km väster om huvudstaden New Delhi. Pokaran ligger 233 meter över havet och antalet invånare är 21 014.
Terrängen runt Pokaran är platt, och sluttar österut. Runt Pokaran är det ganska glesbefolkat, med 26 invånare per kvadratkilometer. Pokaran är det största samhället i trakten. Omgivningarna runt Pokaran är i huvudsak ett öppet busklandskap.